# セントレアライン
セントレアライン（英語: CENTRAIR LINE）とは、愛知県半田市平和町の知多横断道路半田中央JCT / ICから愛知県常滑市セントレアの中部国際空港連絡道路セントレア東ICまでの、愛知道路コンセッションが管理する2つの有料道路の総称である。2005年（平成17年）1月30日に全線開通。名古屋都心部から、中部国際空港（セントレア）最寄りのICであるセントレア東ICまでの所要時間は約30 - 40分である。2027年には、常滑JCT（仮称）で西知多道路と接続する予定である。

## 歴史
- 2000年（平成12年）5月：都市計画決定[3]。
- 2000年（平成12年）度：事業化、工事着手（中部国際空港連絡道路）。
- 2001年（平成13年）度：工事着手（知多横断道路）。
- 2005年（平成17年）1月30日：開通[4]。
- 2016年（平成28年）
  - 8月31日：愛知道路コンセッション（民間事業者）が愛知県道路公社と公共施設等運営権実施契約を締結[2]。
  - 10月1日：愛知道路コンセッションによる有料道路の運営開始。

## インターチェンジなど

### 知多横断道路
- 半田中央JCT・IC（知多半島道路・愛知県道265号碧南半田常滑線）
- 常滑JCT（仮称）（※ 2027年に西知多道路と接続する予定）
- 常滑IC（国道155号：半田中央方面のみ接続）
- りんくうIC
- りんくうTB

### 中部国際空港連絡道路
注：接続上、中部国際空港連絡道路は終点より表記してある。
- りんくうIC
- りんくうTB
- セントレア東IC